# Mann aus Alemannia

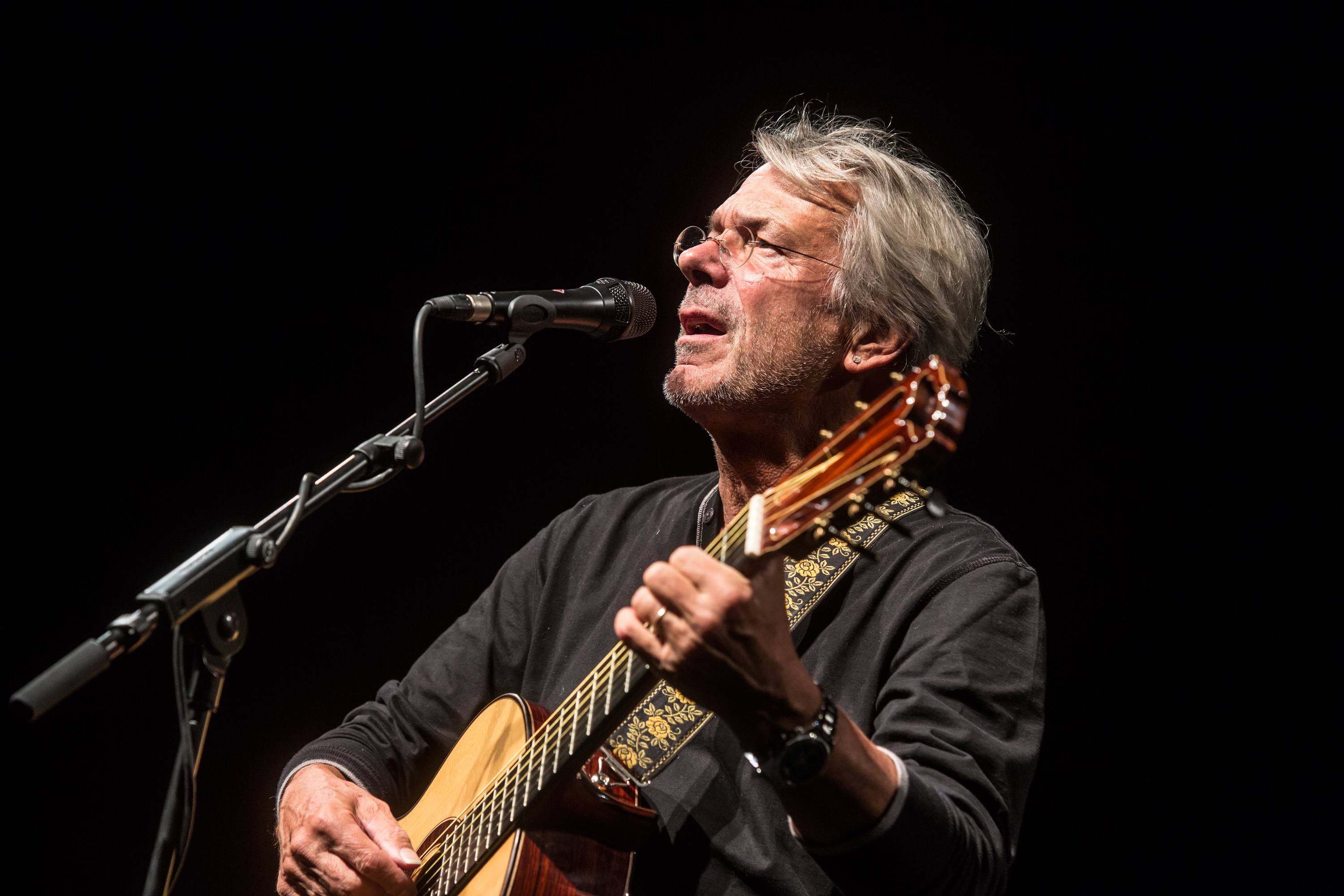
Reinhard Mey, Jahrhunderthalle Frankfurt (2014)

Mann aus Alemannia ist ein Lied des deutschen Liedermachers Reinhard Mey aus dem Jahr 1974.

## Hintergrund
Das Lied wurde vom Interpreten selbst geschrieben und komponiert. Für die Produktion zeichnete Walther Richter verantwortlich.
Die Erstveröffentlichung von Mann aus Alemannia erfolgte als Single im August 1974. Diese erschien als 7″-Single mit der B-Seite Über den Wolken. Veröffentlicht wurde die Single durch das Musiklabel Intercord; verlegt wurde es durch Chanson-Edition Reinhard Mey. Das Lied erschien auf keinem regulären Studioalbum, jedoch im Jahr seiner Erstveröffentlichung auf dem Livealbum 20.00 Uhr sowie in den späteren Jahren auf diversen Best-of-Alben Meys.

## Inhalt
Das Lied behandelt auf ironische Weise den Ruf und die Verhaltensweisen deutscher Touristen im Ausland. Konkret bemüht sich der Sänger, der hier ein „Reisebuch“ in Ich-Form beschreibt, bei der Besichtigung der Pyramiden und der Sphinx nicht sofort als Deutscher erkannt zu werden. Genau dieses Ziel torpediert er aber selbst durch seine auffälligen Verhaltensweisen („die musst ich erst mal belehren, wie man so was richtig macht“) und unorthodoxen Verkleidungen. Als er nach seinem Urlaub frustriert zurückkehrt, passiert ihm am Flughafen das genaue Gegenteil: Hier wird er von einem deutschen Zollbeamten für einen türkischen Gastarbeiter gehalten.

## Charts und Chartplatzierungen
Mann aus Alemannia stieg am 29. Juli 1974 auf Rang 42 der deutschen Singlecharts ein und erreichte seine beste Platzierung am 16. September 1974 mit Rang 18. Die Single konnte sich 15 Wochen in den Charts platzieren, letztmals in der Chartausgabe vom 4. November 1974. Für Reinhard Mey avancierte Mann aus Alemannia nach Annabelle, ach Annabelle zum zweiten und letzten Charthit in Deutschland. Mann aus Alemannia konnte sich dabei höher und länger in den Charts platzieren, womit es seine erfolgreichste Chartsingle ist.
| ChartsChartplatzierungen | Höchstplatzierung | Wochen |
| ------------------------ | ----------------- | ------ |
| Deutschland (GfK)        | 18 (15 Wo.)       | 15     |